# ムンバイ・インディアンス
ムンバイ・インディアンス（英: Mumbai Indians、略称：MI）は、インディアン・プレミアリーグ（IPL）所属のプロクリケットチーム。本拠地はインドのマハーラーシュトラ州ムンバイ。

## 概要
2008年に創立。IPLでは4度の優勝を誇る。ホームスタジアムはM. チナズワミー・スタジアム。

## 所属選手
- ロヒット・シャルマ　2011-
- ユブラジ・シン　2019-2019

## 成績

### IPL
| 年   | リーグ順位    | 最終順位           |
| ---- | ------------- | ------------------ |
| 2008 | 5位/8チーム   | リーグステージ敗退 |
| 2009 | 7位/8チーム   | リーグステージ敗退 |
| 2010 | 1位/8チーム   | 準優勝             |
| 2011 | 3位/10チーム  | プレーオフ敗退     |
| 2012 | 3位/9チーム   | プレーオフ敗退     |
| 2013 | 2位/9チーム   | 優勝               |
| 2014 | 4位/8チーム   | プレーオフ敗退     |
| 2015 | 2位/8チーム   | 優勝               |
| 2016 | 5位/8チーム   | リーグステージ敗退 |
| 2017 | 1位/8チーム   | 優勝               |
| 2018 | 5位/8チーム   | リーグステージ敗退 |
| 2019 | 1位/8チーム   | 優勝               |
| 2020 | 1位/8チーム   | 優勝               |
| 2021 | 5位/8チーム   | リーグステージ敗退 |
| 2022 | 10位/10チーム | リーグステージ敗退 |
| 2023 | 4位/10チーム  | プレーオフ敗退     |
| 2024 | 10位/10チーム | リーグステージ敗退 |
| 2025 | 位/10チーム   |                    |